# Derodontus maculatus
Derodontus maculatus is een keversoort uit de familie tandhalskevers (Derodontidae). De wetenschappelijke naam van de soort is voor het eerst geldig gepubliceerd in 1844 door Melsheimer.